# Wokuhl-Dabelow
Wokuhl-Dabelow település Németországban, Mecklenburg-Elő-Pomeránia tartományban. Lakosainak száma 573 fő (2023. december 31.).

## Népesség
A település népességének változása:
| Lakosok száma | 575  | 575  | 587  | 583  | 573  |
|               | 2017 | 2019 | 2021 | 2022 | 2023 |